# Museo Thyssen-Bornemisza
Il Museo Thyssen-Bornemisza di Madrid è un'importante pinacoteca e centro culturale della capitale spagnola. Si trova ospitato nel palazzo di Villahermosa lungo il Paseo del Prado, a pochi passi dal museo del Prado. Le circa ottocento opere che vi sono conservate spaziano dal Rinascimento italiano alla pittura moderna.
Il nucleo pittorico del museo proviene da una raccolta privata della famiglia del magnate tedesco–ungherese dell'acciaio Thyssen-Bornemisza, che conobbe fasti economici nel periodo bellico del primo conflitto mondiale. Le opere attualmente presenti erano precedentemente collocate in un museo a Lugano, in Svizzera. Con il matrimonio del barone Hans Heinrich Thyssen-Bornemisza de Kászon con la spagnola Carmen Cervera la raccolta venne trasferita in un palazzo madrileno, dono del governo spagnolo, e nel luglio del 1993 è stato acquistata come museo statale. Della sua collezione facevano parte ulteriori ottanta pezzi di arte medievale, rinascimentale e barocca, poi successivamente trasferiti al MNAC a Barcellona.
La Fuente de Apolo (1803), disegnata da Ventura Rodriguez e considerata come la più bella fontana del Prado, si trova di fronte al palazzo che ospita il Museo Thyssen-Bornemisza.

## Storia

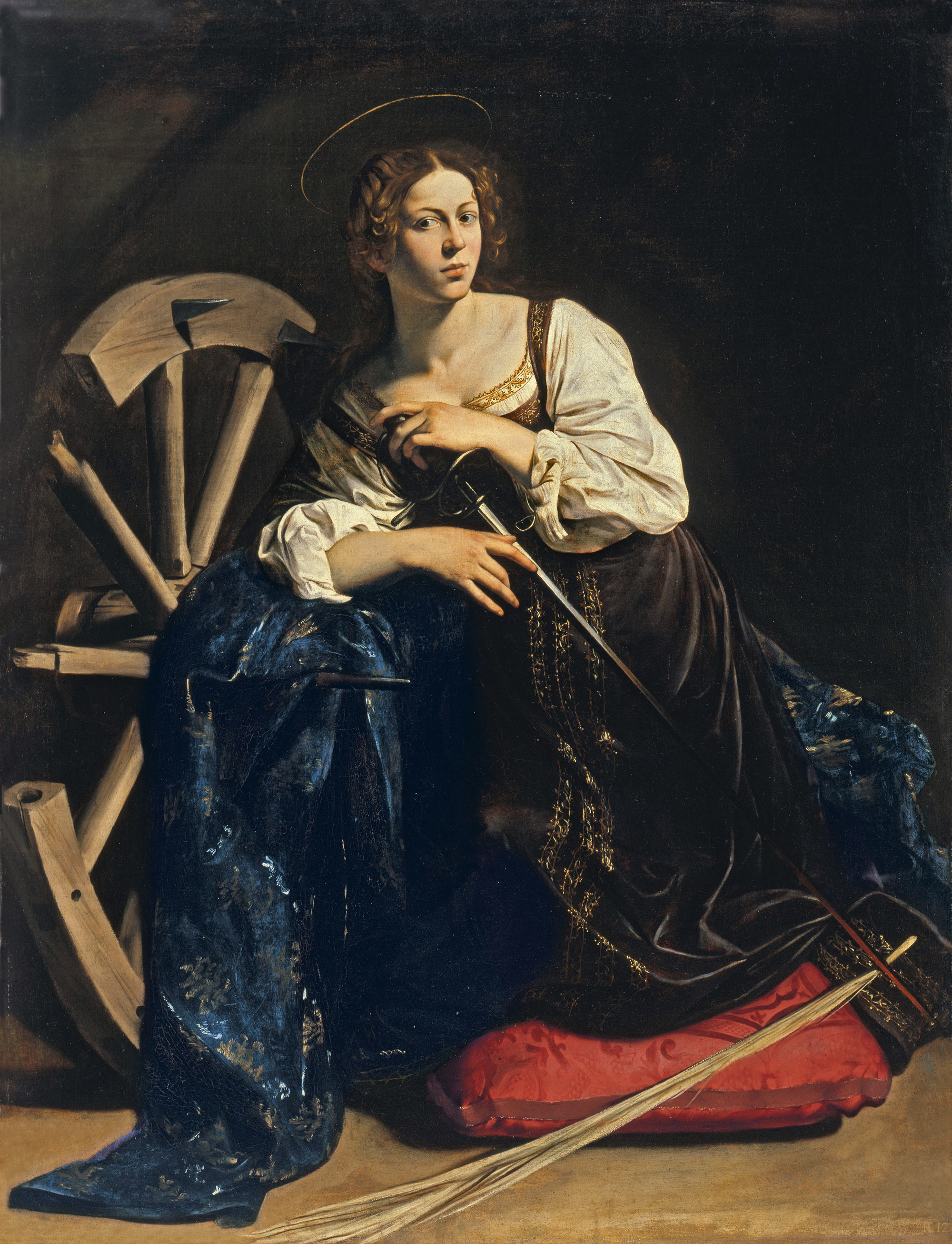
Santa Caterina, opera di Caravaggio.

### Primo barone: i maestri antichi
Il patrimonio della collezione Thyssen-Bornemisza iniziò a formarsi a L'Aia verso il 1928, come collezione privata del primo barone Thyssen-Bornemisza, Heinrich (1875-1947)..
In soli dieci anni, dal 1928 al 1938, i Thyssen-Bornemisza raccolsero la maggior parte dei quadri antichi più importanti sul mercato: Dürer, Holbein, Baldung Grien, Van Eyck, Fra Angelico, Carpaccio, Del Piombo, Caravaggio, Hals, Tiepolo. Sembra che l’acquisto di tanti capolavori sia stata possibile per la grande disponibilità sul mercato di opere d'arte a seguito del crack del 1929 e alla difficile situazione economica nell'Europa tra le due guerre. Molte famiglie aristocratiche (come i Barberini o la famiglia Spencer) e magnati americani (come J.P. Morgan Jr) furono costretti a vendere i loro quadri più preziosi e i Thyssen-Bornemisza ne approfittarono per acquistarli a prezzi vantaggiosi. Va tuttavia smentita la diceria secondo cui la formazione della collezione si sia avvantaggiata per una presunta contiguità con il regime hitleriano: i Thyssen-Bornemisza non risiedettero mai in Germania bensì in Ungheria, Olanda e Svizzera. La confusione deriva dall’esistenza di un altro ramo della famiglia (Fritz Thyssen), alieno ai Bornemisza, che nelle sue attività industriali appoggiò effettivamente Hitler ai suoi inizi.
La collezione crebbe con tanta rapidità da meritare, già nel 1930, una esposizione alla Neue Pinakothek di Monaco di Baviera con il titolo Sammlung Schloß Rohoncz ("Collezione del castello Rohoncz", in riferimento all’antico castello ungherese della famiglia). Questa mostra con più di 400 opere sorprese i critici che non immaginavano che tanti capolavori fossero posseduti da una sola persona: il barone aveva infatti l'abitudine di acquistare tramite intermediari e di non far trapelare l’identità del compratore.
Nel 1932 il barone Heinrich acquistò Villa Favorita, una casa del XVII secolo sulle rive del lago di Lugano, in Svizzera, che divenne la sua residenza abituale, e costruì nei giardini un padiglione con diciotto sale per esporre la collezione. Il museo privato fu inaugurato nel 1936, ma chiuso allo scoppio della Seconda Guerra Mondiale per riaprire poi dieci anni dopo. Alla sua morte, nel 1947, il primo barone aveva raccolto 525 opere e aveva sperato di affidarle ad una fondazione che se ne prendesse cura: ma tre dei quattro figli impugnarono il testamento e ottennero che la collezione fosse divisa tra loro.

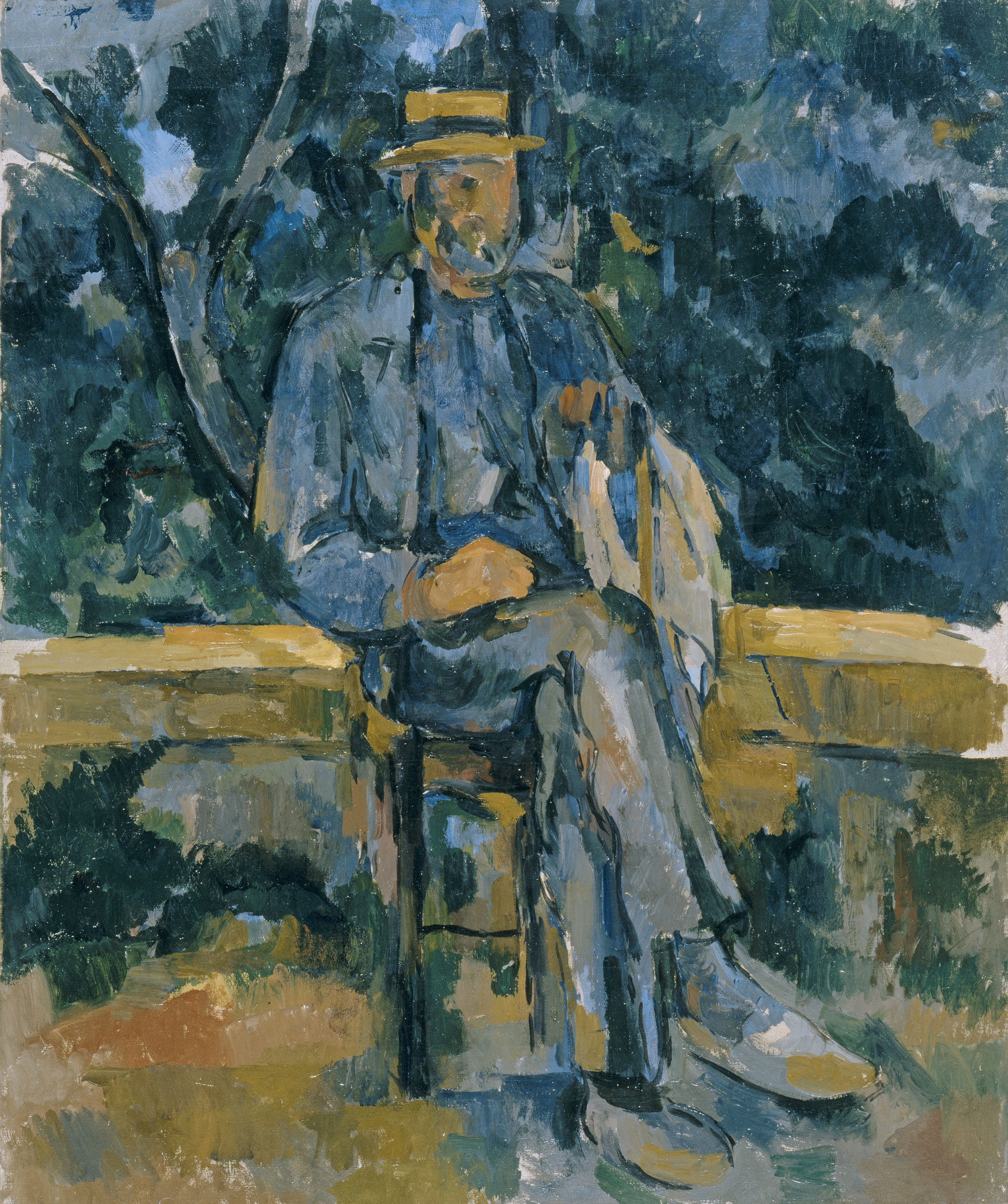
Ritratto di contadino seduto, olio di Paul Cézanne.

### Il secondo barone: antichi e moderni
Il secondo barone, Hans Heinrich Thyssen-Bornemisza (1921-2002), proseguì l’attività della famiglia in campo artistico, collezionando antichi maestri europei ma soprattutto pittura impressionista e moderna, sino ad allora esclusa dal padre che aveva gusti più tradizionalisti. Il primo obiettivo del nuovo barone fu riunificare la collezione paterna, ricomprando le opere dai suoi fratelli; l’attività durò decenni, e nel 1986-88 recuperò la Madonna dell'Umiltà di Fra Angelico, la Ninfa alla fonte di Lucas Cranach e il Giardino dell'Eden di Jan Brueghel il Vecchio..
Alle opere ereditate o recuperate dal barone si aggiunsero a partire dal 1956 molti capolavori antichi e moderni, da Petrus Christus, Antonello da Messina, Palma il Vecchio e El Greco, fino a Vincent van Gogh, Pablo Picasso, Jackson Pollock e Tom Wesselmann. Questa intensa attività di acquisto arrivò a contare cento opere in un solo anno; oltre ai quadri, furono raccolti disegni, sculture, pezzi in avorio, oggetti d'argenteria, mobili, tappeti e arazzi. La collezione Thyssen-Bornemisza era forse tra le collezioni private più importanti al mondo, ma la sua formazione e le dispute ereditarie non ne garantivano la continuità. Il barone confessava all’inizio degli anni '80 di essere preoccupato per il futuro della collezione.
Nel 1985 Hans Heinrich Thyssen-Bornemisza sposò l'attrice e modella Carmen Cervera, notissima in Spagna e che condivideva con lui la passione per l'arte: si occupavano insieme delle acquisizioni e delle mostre, e l'influenza di Carmen si rivelò decisiva per il futuro della collezione. Dopo il matrimonio infatti la visibilità della coppia in Spagna era molto alta, e quando il barone dovette decidere sulla destinazione finale delle opere considerò Madrid tra le opzioni più interessanti.

### Lugano
Ancora a quell'epoca la collezione del barone era ripartita tra diverse residenze in vari paesi. Progettava di riunirle in una istituzione stabile, ampliando per questo la galleria di Villa Favorita, che esponeva "solo" trecento opere antiche. Il progetto preliminare, affidato all'architetto James Stirling, risultava molto costoso e le autorità svizzere non erano disponibili a sostenere economicamente il progetto. Oltretutto Lugano non era considerata la sede ideale per un grande museo con alti costi fissi, data la sua posizione piuttosto marginale. Iniziò allora una sapiente campagna di «seduzione» per raccogliere proposte e scegliere la più favorevole.

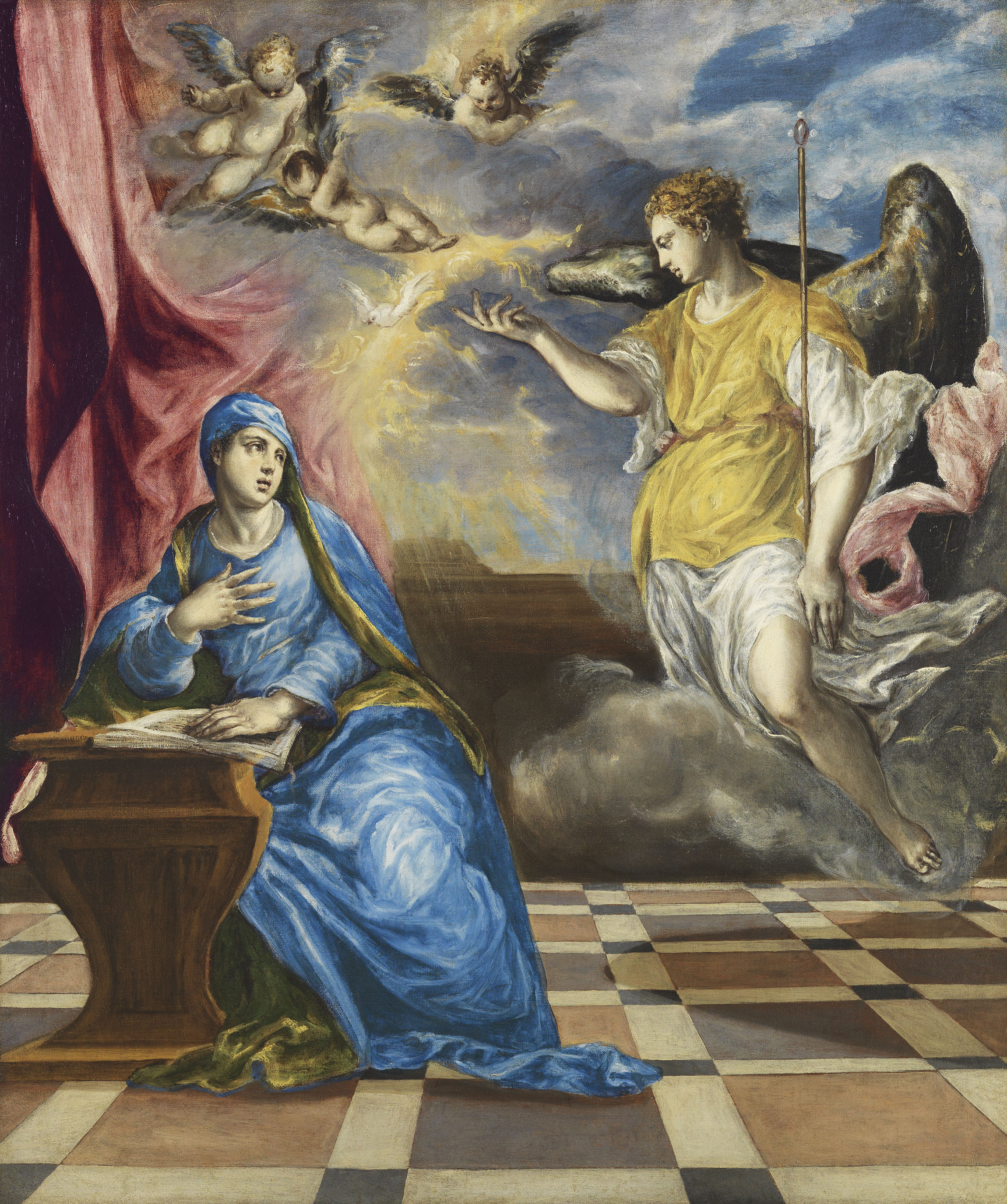
L'Annunciazione di El Greco.

### Una collezione in viaggio
La Collezione Thyssen-Bornemisza godeva già allora di un notevole prestigio tra gli esperti, e i suoi capolavori partecipavano a molte esposizioni importanti. Nel 1961 era stata organizzata una mostra antologica alla National Gallery. Il barone incrementava la conoscenza e il valore dei suoi capolavori publicando lussuose edizioni e cataloghi. Negli anni '80 Hans Heinrich Thyssen-Bornemisza aumentò ancora la conoscenza della collezione prestando opere a musei europei e americani, e collaborò anche con l'Unione Sovietica negli anni della Perestroika, scambiando opere con l'Hermitage e il Puškin. Una mostra di opere di Thyssen-Bornemisza viaggiò in sette città statunitensi, una selezione di opere antiche giunse a Parigi nel 1982 e a San Pietroburgo nel 1987, mentre una selezione delle opere moderne fu esposta alla Royal Academy di Londra, al Metropolitan Museum di New York e a Palazzo Pitti. Infine in Spagna l'Accademia di San Fernando e la Biblioteca Nazionale di Spagna esposero 50 opere antiche e 117 moderne nel 1986 e 1987.

### Offerte e negoziazioni
La notizia che il barone era disponibile a “cedere” i suoi quadri circolò rapidamente e stimolò offerte più o meno ufficiali. Bonn e Londra manifestarono interesse, Parigi propose come sede il Petit Palais, si parlò di offerte dal Giappone e si diceva che la Fondazione Getty di Los Angeles offrisse la favolosa cifra di 300 000 milioni di pesetas per Villa Favorita e il suo contenuto, con l'obiettivo di farne la sede europea del museo. Perfino il parco Disneyworld di Orlando (Florida) si interessò alla collezione.
Gli esperti consideravano la collezione la più importante al mondo in mani private, a livello della Royal Collection britannica, ed era decisamente insolito che fosse in cerca di una sede. Per le città interessate si trattava di un’occasione unica per arricchire il loro patrimonio, assicurandosi in un solo colpo una serie impressionante di opere di altissimo valore e un museo di valore turistico internazionale. Per la Spagna in particolare l'interesse era ancor più forte dato che molti degli artisti compresi nel suo catalogo erano scarsamente presenti nelle collezioni nazionali, e le opere di alcuni (come Jan van Eyck e Holbein) non erano ormai più presenti sul mercato.
D'altra parte, le condizioni poste dal barone non erano solo economiche: la collezione doveva restare unita in un museo proprio e conservare il nome e il carattere di collezione familiare. Ciò impediva, ad esempio, una ipotetica fusione con il Prado ed escludeva anche l'offerta milionaria del Museo J. Paul Getty, che voleva semplicemente aggiungere le opere alle proprie. Per di più il barone rifiurava qualsiasi accordo con il museo californiano con il quale si era spesso trovato a competere per le stesse opere nelle aste pubbliche: avrebbe considerato una umiliazione cedere loro le sue opere dopo averle vinte.

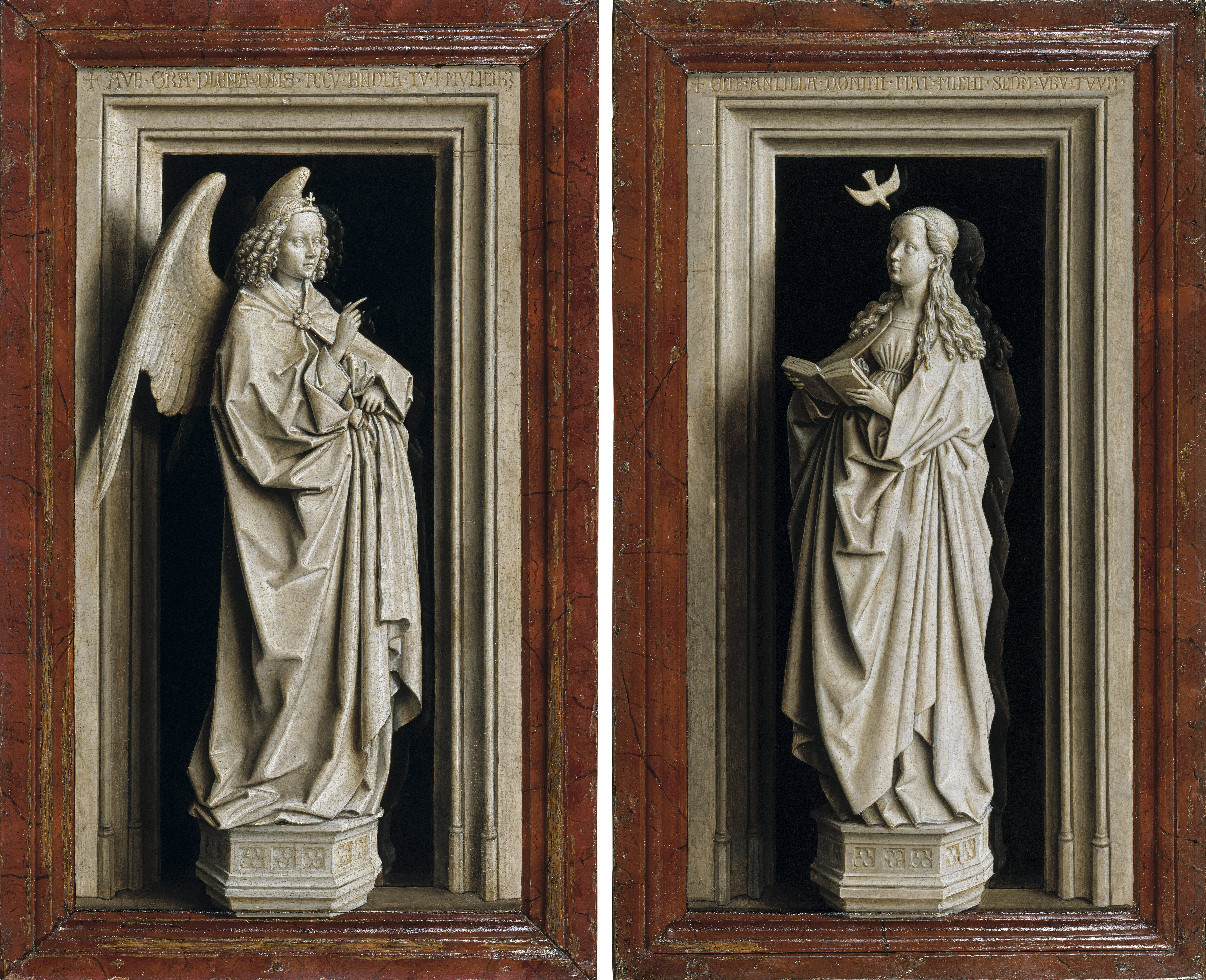
Dittico dell’Annunciazione di Jan van Eyck.

### L'accordo con la Spagna
Grazie al suo matrimonio con Carmen Cervera il barone Thyssen-Bornemisza intensificò i suoi rapporti con la Spagna; questo aiuta a spiegare perché il governo di Felipe González si rivolse a lui nel 1986, paradossalmente in merito a un'opera che non faceva parte della sua collezione, ovvero La marchesa di Santa Cruz di Goya che era stata esportata illegalmente e per la quale il Ministero della cultura cercava finanziatori per riacquistarla: quando il Ministero si rivolse al barone, questi inaspettatamente si disse non disposto a finanziare l’acquisto dell’opera, ma (anche su iniziativa della moglie) propose che la Spagna ospitasse la sua pinacoteca familiare.
Dopo un anno di trattative riservate, il governo spagnolo ottenne la cessione della collezione offrendo come sede del museo il Palazzo di Villahermosa a Madrid, un edificio storico nei pressi del Museo del Prado con vista sulla Plaza de Neptuno che garantiva un'importante affluenza di pubblico e una visibilità internazionale. L'accordo prevedeva che un gruppo di opere fosse esposto nel monastero di Pedralbes a Barcellona, a seguito di un patto siglato due anni prima tra il barone e il sindaco della città catalana.
L'accordo tra il barone Thyssen-Bornemisza e il governo spagnolo dell'aprile 1988 era molto singolare e fu ampiamente commentato dalla stampa internazionale. Prevedeva infatti il prestito di un'ampia selezione di opere, in regime di affitto (cinque milioni di dollari l’anno) per un periodo massimo di nove anni e mezzo. Il termine non era casuale: in Spagna le opere d’arte vengono registrate come beni di interesse culturale se restano nel Paese per dieci anni. In questo caso ne è vietata la successiva esportazione. I Thyssen-Bornemisza si riservavano così la possibilità di riportare i quadri in Svizzera se non fossero stati soddisfatti della nuova situazione. La premier britannica Margaret Thatcher considerò l'accordo spagnolo una sconfitta in campo culturale, dato che sperava di portare la collezione a Londra nell’area di Canary Wharf, antica zona portuale in via di ristrutturazione.
Il Museo Thyssen-Bornemisza di Madrid aprì al pubblico nell’ottobre 1992. Dopo soli otto mesi, verificata l'idoneità della nuova sistemazione, l'accordo di affitto fu superato con la vendita al Governo spagnolo nel giugno 1993 della parte principale della collezione: 775 pezzi compresi i più importanti (definiti "nucleo indivisibile") al prezzo di 350 milioni di dollari. La somma elevata provocò discussioni alla Camera dei Deputati spagnola, benché il valore della collezione fosse stimato da Sotheby's nell'ordine di 2 miliardi di dollari; contrariamente a quanto molti credevano, quindi, l'obiettivo del barone non era il profitto, che sarebbe stato assai maggiore vendendo separatamente le opere. Il suo desiderio, come spiegò all’epoca, era di mantenere unita la collezione, tanto che divise il ricavato tra i suoi eredi per prevenire ogni possibile controversia o pretesa successiva. La famiglia cedette in deposito al museo anche varie opere rimaste di sua proprietà, come il San Sebastiano del Bernini.
Nel 2004 il museo fu ampliato in un edificio contiguo: al piano terreno si organizzano mostre temporanee, mentre il primo piano ospita le 250 opere della Collezione Carmen Thyssen-Bornemisza, che non fanno parte di quelle cedute allo Stato, ma costituiscono un deposito temporaneo.
Nel 2017 il Ministero della Cultura ha aggiunto la qualifica di “Nacional” alla denominazione del museo, equiparandolo al vicino Museo del Prado e al Museo Reina Sofia. La baronessa Thyssen-Bornemisza ha firmato il 29 gennaio 2021 un accordo con il ministro della cultura Josè Manuel Rodriguez Uribes per cedere per quindici anni 427 opere per sei milioni di euro l’anno.

## Percorso espositivo

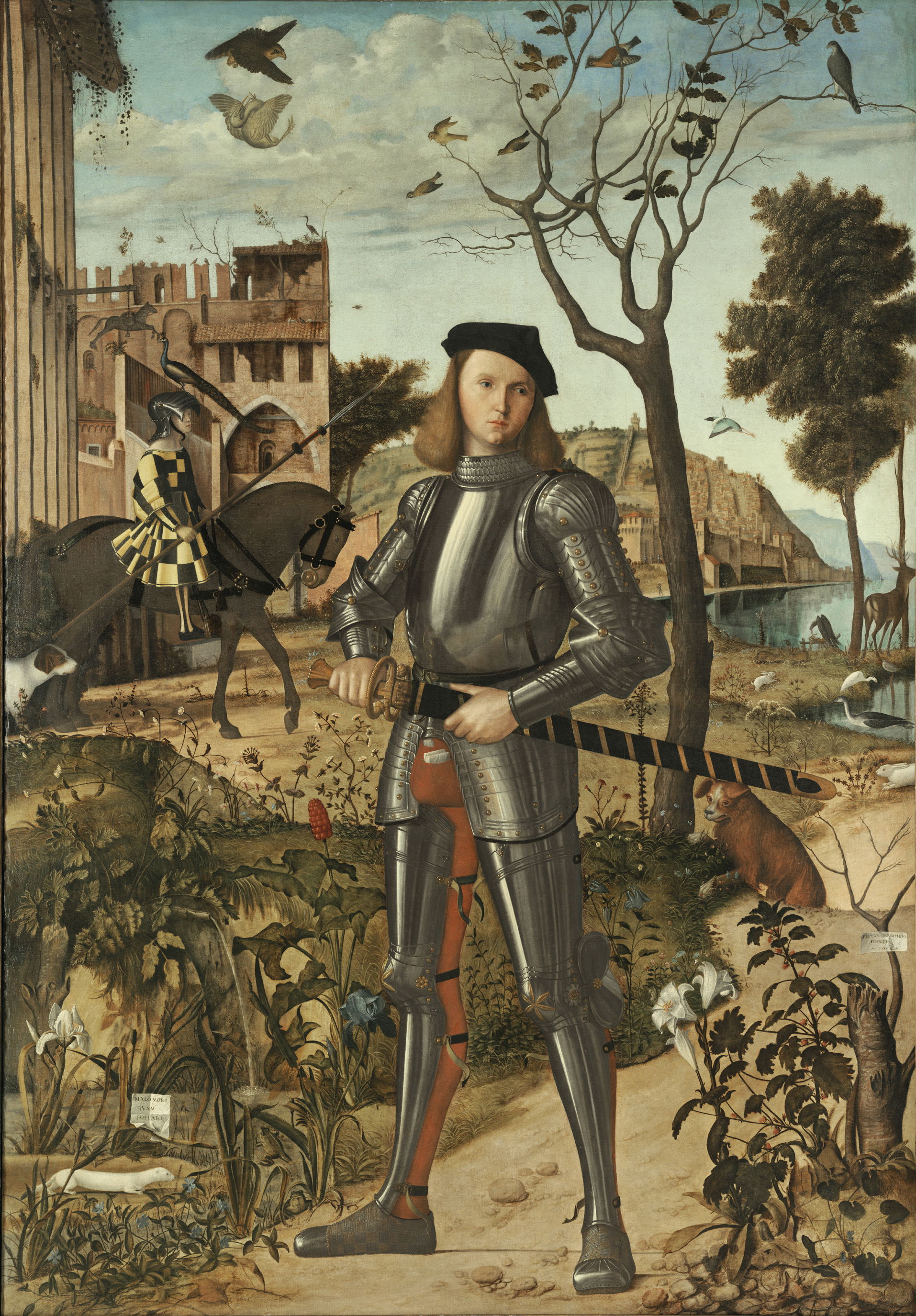
Vittore Carpaccio, Ritratto di cavaliere, 1510

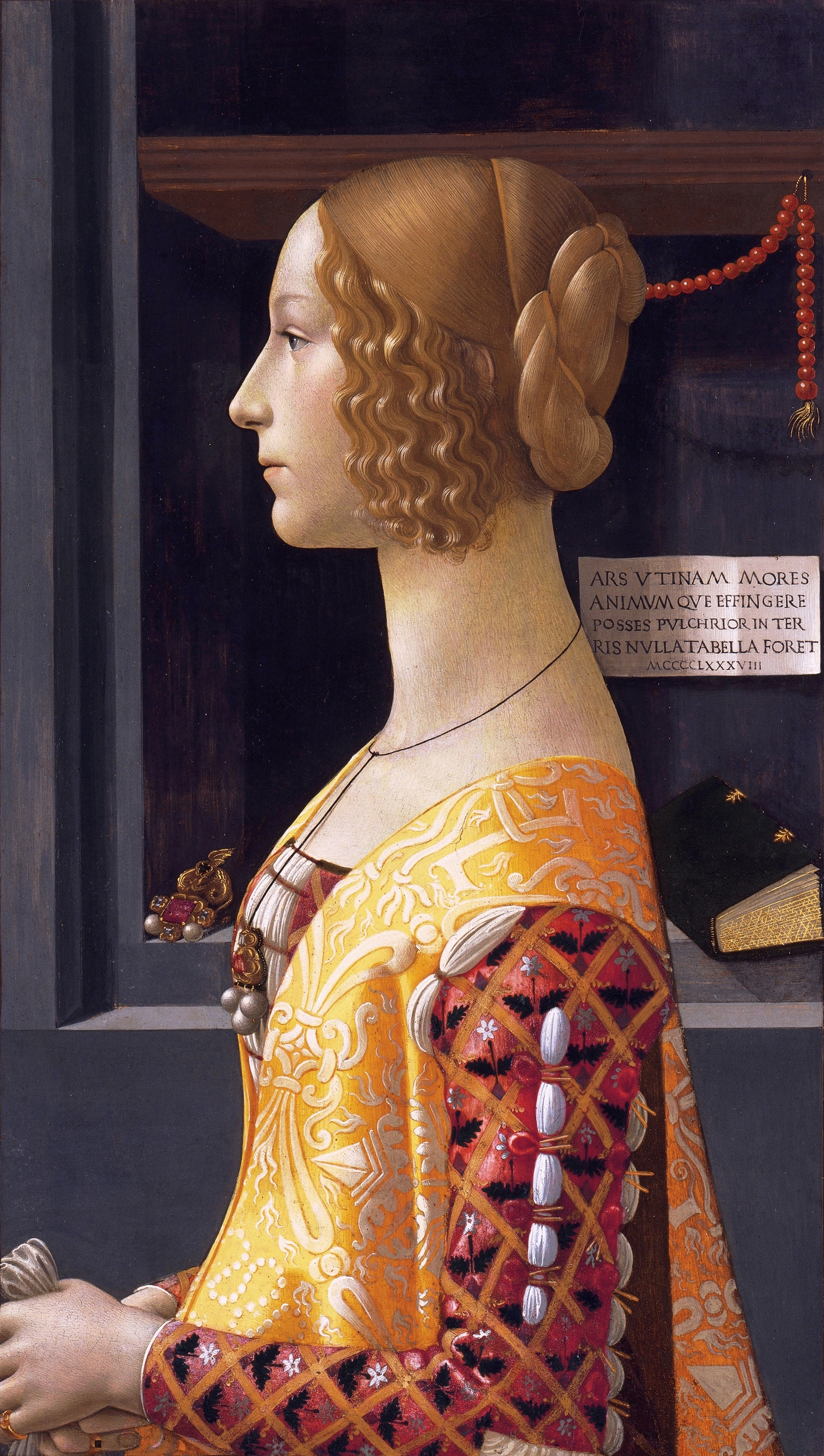
Domenico Ghirlandaio, Ritratto di Giovanna Tornabuoni, 1488

Il tardo-settecentesco Palazzo di Villahermosa fu trasformato in sede di una banca dopo i pesanti interventi dei primi del Novecento; grazie al ripristino progettato dall'architetto Rafael Moneo, l'edificio ha ritrovato splendore e una funzione nobile, dal momento che ospita circa 800 opere della collezione (altre 80 sono esposte nel MNAC a Barcellona). Rastrellando i mercati internazionali per una settantina d'anni, i baroni Thyssen-Bornemisza hanno messo insieme una delle maggiori raccolte private del mondo, acquisita dallo Stato nel 1993 e qui presentata su tre piani, con inizio del percorso al secondo piano.
Dopo il Cristo e la Samaritana di Duccio di Buoninsegna, il Dittico dell'Annunciazione di Jan van Eyck e una Madonna col Bambino (cosiddetta Madonna dell'albero secco)  di Petrus Christus, ha inizio una straordinaria serie di ritratti: il Ritratto di Giovanna Tornabuoni di Domenico Ghirlandaio, Giovane in preghiera di Hans Memling, Uomo di Antonello da Messina, Enrico VIII di Hans Holbein il Giovane, Caterina d'Aragona di Juan de Flandes, Giovane cavaliere sullo sfondo di un paesaggio di Vittore Carpaccio, Giovane di Raffaello, Il doge Francesco Venier di Tiziano, Donna di Hans Baldung. Tra le molte opere di Lucas Cranach il vecchio spicca la Ninfa della fonte. Quindi Gesù tra i dottori di Albrecht Dürer, Riposo dalla fuga in Egitto di Joachim Patinir, San Gerolamo nel deserto di Tiziano; un gruppo di opere di El Greco, Santa Caterina d'Alessandria (una delle prime prove di Caravaggio), seguita dalla Pietà dello Spagnoletto e dal San Sebastiano, scultura di Gian Lorenzo Bernini. Seguono la Madonna col Bambino, di Bartolomé Murillo; La morte di Giacinto, di Giambattista Tiepolo; i vedutisti Canaletto, Bellotto e Francesco Guardi; Venere e Cupido, di Peter Paul Rubens; Ritratto di Jacques Le Roy, di Antoon van Dyck; Autoritratto, di Rembrandt; Uomo che legge, di Gerard ter Borch.
Al primo piano, la Famiglia davanti a un paesaggio, di Frans Hals, è seguita dalla pittura sette-ottocentesca: Watteau, Lancret, Boucher, Fragonard, Chardin, Robert, Delacroix, Goya (Ritratto di Asensio Julià), Thomas Gainsborough, Lawrence, Corot, Courbet. Ben rappresentati impressionismo e post-impressionismo: Edgar Degas (Ballerina che dondola), Édouard Manet (Amazzone), Claude Monet, Camille Pissarro, Pierre-Auguste Renoir, Alfred Sisley, Vincent van Gogh (Les Vessenots a Auvers), Paul Gauguin (Mata Mua), Paul Cézanne (Contadino), Pierre Bonnard; seguono la pittura fauves, Edvard Munch (Tramonto con Laura), espressionismo e la Neue Sachlichkeit (Ernst Ludwig Kirchner, Max Beckmann, Mercato dei cavalli, di Max Pechstein; Metropolis, di George Grosz). Infine, il pianterreno è dedicato in parte alle avanguardie storiche dal futurismo al cubismo (Vasilij Kandinskij, Gino Severini, Giacomo Balla, Fortunato Depero, Umberto Boccioni, Piet Mondrian, Juan Gris, Pablo Picasso, Georges Braque, Fernand Léger) sia alle esperienze postbelliche della pittura nordamericana e inglese, dall'espressionismo astratto alla Pop art: Jackson Pollock, Mark Rothko, Francis Bacon, Lucian Freud, Edward Hopper, Roy Lichtenstein, Robert Rauschenberg, Tom Wesselmann, David Hockney.

## Opere principali
Canaletto

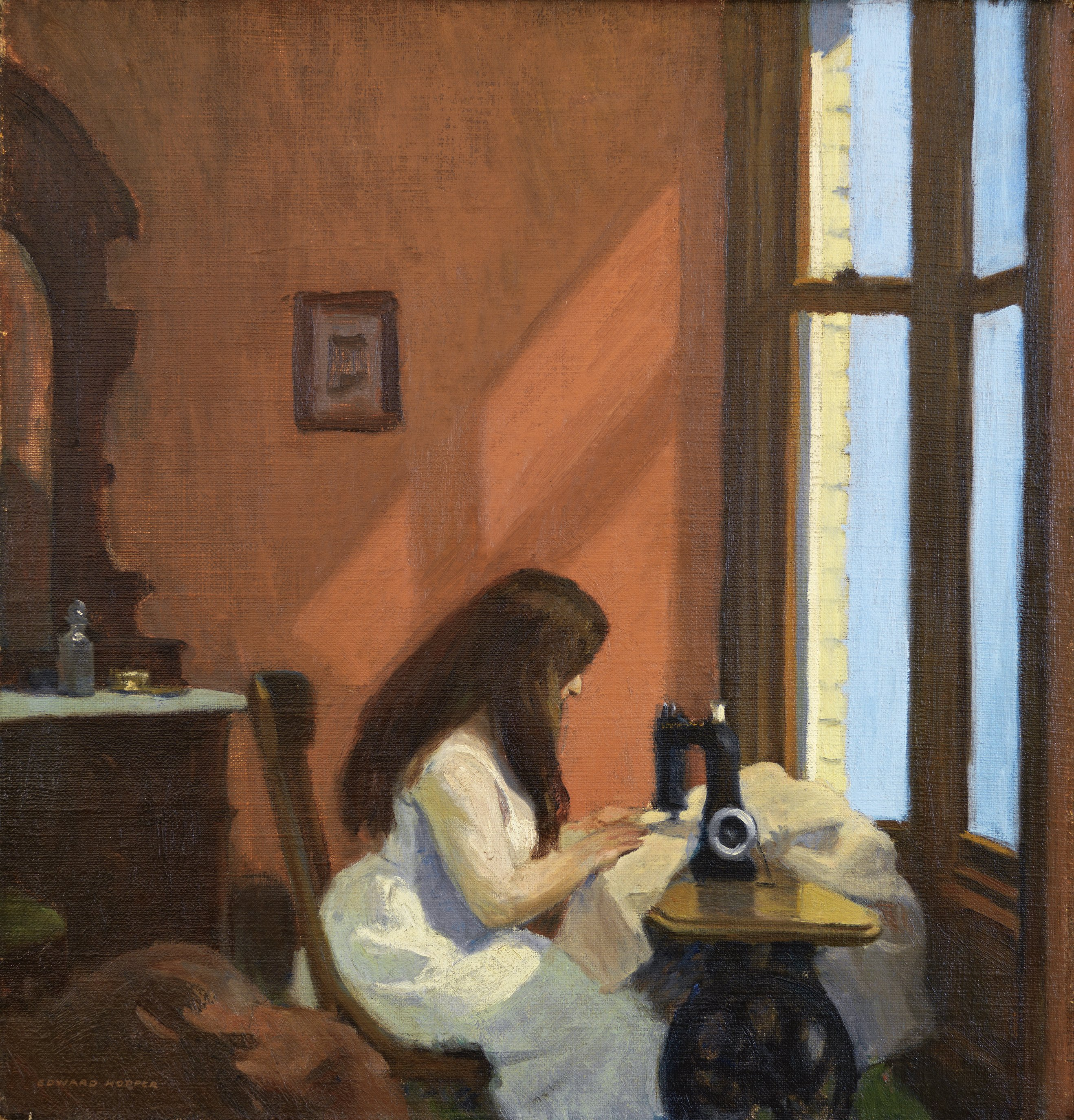
Ragazza alla macchina da cucire (Girl at sewing machine) di Edward Hopper - 1921

- Piazza San Marco verso la Basilica, prima 1723

Giambattista Pittoni
- Riposo durante la fuga in Egitto, ca. 1725-26
- Sacrificio di Polissena, ca. 1730

Caravaggio
- Santa Caterina d'Alessandria, 1597

Vittore Carpaccio
- Ritratto di cavaliere, 1510

Bramantino
- Cristo dolente, 1490 circa

Correggio
- Ritratto di scolaro, 1525 circa

Albrecht Dürer

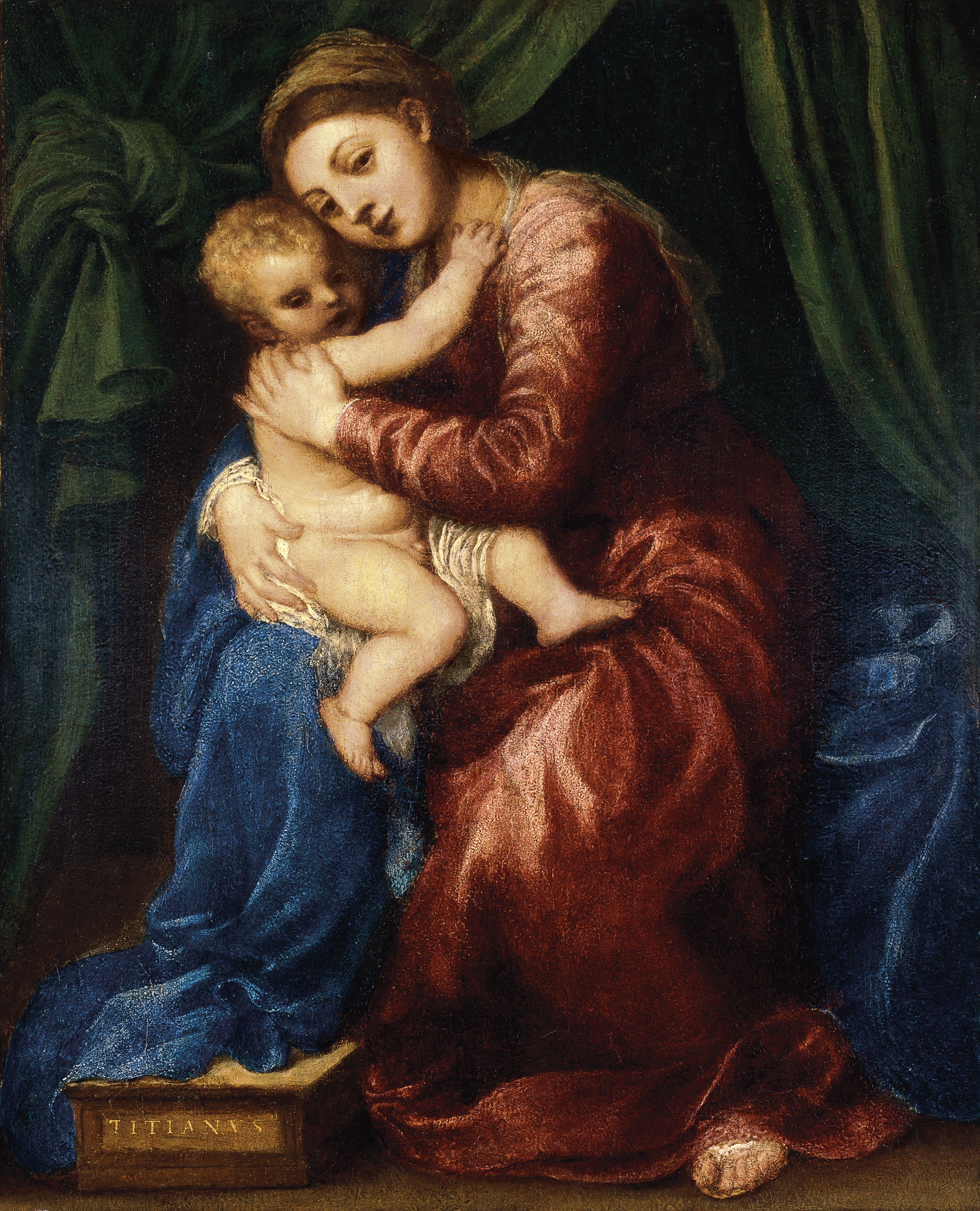
Tiziano Vecellio, Madonna col Bambino, 1545 ca

- Cristo dodicenne tra i dottori, 1506

Domenico Ghirlandaio
- Ritratto di Giovanna Tornabuoni, 1488

Giovanni Bellini
- Nunc dimittis, 1505-1510

El Greco
- Annunciazione, dal 1575 al 1576

Giambattista Tiepolo
- Morte di Giacinto, 1752-1753

Tiziano
- Madonna col Bambino, 1528 circa

Mattia Preti
- Il Concerto, 1630-1640

Paolo Uccello
- Crocifissione, 1457-1458 circa

Vincent van Gogh
- Paesaggio al tramonto, 1885

Jan van Eyck
- Annunciazione, 1440 circa

Edward Hopper
- Ragazza alla macchina da cucire, 1921
- Il mio tetto (My roof), 1928
- Stanza d'albergo (Hotel room), 1931
- Martha Mac Keen, 1944

Jacopo Palma il Vecchio
- La Bella, 1528